# داستان ۲
داستان ۲ (به هندی: Kahaani 2: Durga Rani Singh) فیلمی است محصول سال ۲۰۱۶ و به کارگردانی سوجوی گوش است. در این فیلم بازیگرانی همچون ویدیا بالان، آرجون رامپال، جوگال هانسراج ایفای نقش کرده‌اند.
این فیلم دنباله فیلم داستان است.